# نورتورف (اشتاینبورگ)
نورتورف (به آلمانی: Nortorf) یک شهر در آلمان است که در اشتاینبورگ واقع شده‌است. نورتورف ۸۷۶ نفر جمعیت دارد.